# 岩坪断層
岩坪断層（いわつぼだんそう）は、鳥取県鳥取市中部に位置する活断層である。
鳥取市立神戸小学校付近から鷲峰山 (鳥取県)南麓付近まで、おおむね東西方向に延び、全体の長さは約10㎞に及ぶ。北側に並行して鹿野-吉岡断層が走っている。